# 152
152（一百五十二）是151與153之間的自然數。
- 合數，正因數有1、2、4、8、19、38、76和152。
質因數分解為{\displaystyle 2^{3}\times 19}。
- 虧數，真因數和為148，虧度為4。
- 不尋常數，大於平方根的質因數為19。
- 第49個十进制的哈沙德數，數字可被各位數字的和整除。前一個為150、下一個為153。
- 第82個十进制的奢侈數。前一個為150、下一個為153。
- 是四個連續質數的和（31 + 37 + 41 + 43）。
- 是非歐拉商數。
- 是refactorable數（英语：refactorable number），數字可被因數的個數6整除。